# Омутинське сільське поселення
Омути́нське сільське поселення (рос. Омутинское сельское поселение) — муніципальне утворення у складі Омутинського району Тюменської області, Росія.
Адміністративний центр — село Омутинське.

## Історія
До 2004 року присілок Свобода перебував у складі Южно-Плетньовської сільради.

## Населення
Населення — 9417 осіб (2020; 9487 у 2018, 9790 у 2010, 10290 у 2002).

## Склад
До складу поселення входять такі населені пункти:
| Населений пункт       | Населення, осіб (2002) | Населення, осіб (2010) |
| --------------------- | ---------------------- | ---------------------- |
| Кашевська, присілок   | 388                    | 366                    |
| Новостройка, присілок | 127                    | 108                    |
| Омутинське, село      | 9657                   | 9201                   |
| Свобода, присілок     | 118                    | 115                    |